# آری فون در فلدن
آری فون در فلدن (هلندی: Arie van der Velden; ۱۲ دسامبر ۱۸۸۱ – ۶ دسامبر ۱۹۶۷) قایقران قایق بادبانی اهل هلند بود.